# Grijpskerk (stacja kolejowa)
Grijpskerk (ned: Station Grijpskerk) – stacja kolejowa w Grijpskerk, w prowincji Groningen, w Holandii. Stacja znajduje się na linii Harlingen – Nieuwe Schans.

## Linie kolejowe
- Linia Harlingen – Nieuwe Schans

## Połączenia
- 37400 Stoptrein (Arriva) Leeuwarden – Grijpskerk – Groningen